# ОШ „Андра Савчић” Ваљево
ОШ „Андра Савчић” је једна од основних школа у Ваљеву, има два издвојена одељења: у Горњој Грабовици и на Дивчибарама. Налази се у улици Јована Дучића 5.

## Историјат
Основна школа „Андра Савчић” је добила име по народном хероју Андри Савчићу, рођеном 18. децембра 1909. у имућној трговачкој породици. Основну школу и гимназију је завршио у Ваљеву, дипломирао је на Правном факултету Универзитета у Београду. Радио је као судија Среског суда у Косјерићу, а као родољуб је ступио у Покрет отпора против фашизма и борио се све до своје смрти 1944. Његова породица је поклонила своју имовину грађанима Ваљева. Школу чине матична школа у Ваљеву и два издвојена одељења: једно у Горњој Грабовици која је саграђена 1978, садржи четири учионице за разредну наставу и припремно одељење, библиотеку и дигиталну учионицу, наставничку канцеларију, кухињу са трпезаријом, санитарни чвор и парно грејање и друго на Дивчибарама која је почела са радом 1984—1985. када није имала своју зграду па су ученици боравили у простору хотела и дечјег одмаралишта, а у јуну 2005. је отворена новоизграђена школа за ученике млађих разреда са новим намештајем и модерном технологијом. Од 1951. до 1973. се школа налазила у улици Вука Караџића, где је данашњи ВИПОС, а од 1973. године у улици Јована Дучића 5. Зграда матичне школе је стара четрдесет и седам година и састоји се из два дела: мале школе – у којој наставу похађају ученици млађих разреда и велике школе – у којој наставу похађају ученици старијих разреда. У оквиру школе, али као посебна зграда, је фискултурна сала која се, такође, састоји из два дела – велике и мале сале за ученике млађих и старијих разреда. Мала сала је деведесетих настала трансформацијом базена који од пресељења школе, због техничких недостатака, никада није био у функцији. У матичној школи настава се одвија у девет учионица за млађе разреде, једној учионици за продужени боравак и у четрнаест кабинета за старије разреде. Садрже библиотеку, медијатеку која је почела са радом 2005—2006. школске године, два рачунарска кабинета, учионицу за продужени боравак, наставничку канцеларију, административне просторије: канцеларију директора, рачуноводства, секретара и административног радника, стоматолошку амбуланту, кухињу, холове, радионице, просторије за стручну службу, педагога и психолога, просторију за индивидуални рад са децом која похађају наставу по индивидуалном образовном плану, просторије за помоћне раднике и школско двориште са изграђеним теренима за кошарку, фудбал и рукомет, као и летњу позорницу. Дан школе обележавају на дан рођења Андре Савчића, 18. децембра.

## Галерија
- Табла са натписом матичне школе
- Улаз у истурено одељење на Дивчибарама
- Истурено одељење на Дивчибарама
- Табла са натписом истуреног одељења на Дивчибарама
- Истурено одељење на Дивчибарама
- Табле истуреног одељења на Дивчибарама